# José Alberto Herrero Bono
José Alberto Herrero Bono, né le 2 juillet 1978, est un homme politique espagnol membre du Parti populaire (PP).
Il devient député de la circonscription de Teruel en septembre 2014.

## Biographie

### Vie privée
Il est marié.

### Études
Il est titulaire d'un master en prévention des risques liés au travail et d'un master de professeur de l'enseignement secondaire obligatoire (ESO) et de formation professionnelle (FP). Il est ingénieur industriel.

### Activités politiques
Il est élu conseiller municipal de Calanda lors des élections municipales de mai 2011 puis désigné conseiller de la comarque de Bajo Aragón. Lors des élections générales du mois de novembre suivant, il est investi premier suppléant sur la liste de Carlos Muñoz dans la circonscription de Teruel. Cependant, seuls les deux premiers candidats obtiennent un siège et Herrero n'est pas élu. Il abandonne son mandat intercommunal en 2013. Il fait son entrée au Congrès des députés en septembre 2014 après la démission de Santiago Lanzuela et le refus de Cristina Baquero Alquézar d'occuper le siège laissé vacant. Il siège à la commission de l'Équipement, à celle de l'Éducation et du Sport et à celle de la Sécurité routière et des Déplacements durables.
Il est investi en deuxième position sur la liste de l'ancien maire de Teruel Manuel Blasco lors des élections législatives de décembre 2015. Il conserve son mandat parlementaire après que la liste a obtenu le soutien de 28 282 électeurs et remporté deux sièges avec 36,40 % des suffrages exprimés. Membre de la commission de l'Agriculture, de l'Alimentation et de l'Environnement et de celle de l'Industrie, de l'Énergie et du Tourisme, il est promu porte-parole à la commission de l'Éducation et du Sport. De nouveau candidat pour le scrutin législatif anticipé de juin 2016, il est réélu au palais des Cortes et conserve ses attributions parlementaires. Il devient, en outre, porte-parole adjoint à la commission de l'Équipement.